# Trichomanes scandens
Espèce
Trichomanes scandens, le Trichomane grimpant, est une espèce de fougères de la famille des Hyménophyllacées.

## Historique et position taxinomique
Trichomanes scandens est une espèce classée dans le sous-genre Trichomanes.
En 1705, Charles Plumier décrit une fougère de Saint-Domingue sous le nom de Adiantum scandens ramosissimum, laciniis retusis, dissectum. La description qu'il en fait, tant en français qu'en latin, est remarquable. Le lectotype de Trichomanes scandens choisi par Proctor est la plante représentée dans cette planche 93 du Traité des Fougères de l'Amérique et conservée dans l'herbier de Tournefort sous la référence : 5343 (P-TFR !).
Carl von Linné renomme, en 1753 et avec une description succincte, cette plante Trichomanes scandens en faisant référence à l'exemplaire de Charles Plumier. L'identité de l'exemplaire de Charles Plumier avec l'espèce décrite par Linné est cependant contestée par William Jackson Hooker et par Carl Frederik Albert Christensen (document en référence).
En 1799, Johannes Hedwig crée un homonyme Trichomanes scandens Hedw. qui sera renommé Trichomanes radicans par Olof Peter Swartz et sera reclassé dans le genre Vandenboschia : Vandenboschia radicans (Sw.) Copel.
En 1875, John Smith en fait l'espèce type du genre Trichomanes.
En 1938, Edwin Bingham Copeland la place dans le genre Vandenboschia.
En 1974, Conrad Vernon Morton en fait l'espèce type de la section Trichomanes du sous-genre Trichomanes du genre Trichomanes.
En 1977, Rodolfo Emilio Giuseppe Pichi Sermolli la déplace dans le genre Mortoniopteris. Elle ne peut donc plus être l'espèce type du genre Trichomanes que Rodolfo Emilio Giuseppe Pichi Sermolli remplace par Trichomanes crispum.
En 1984, Kunio Iwatsuki la transfère dans le genre Crepidomanes : Crepidomanes scandens (L.) K.Iwats.
En 2006, Atsushi Ebihara, Jean-Yves Dubuisson, Kunio Iwatsuki, Sabine Hennequin et Motomi Ito prennent Trichomanes scandens comme espèce représentative du genre Trichomanes, sous-genre Trichomanes.
Elle compte donc trois synonymes liés aux évolutions de la famille des Hymenophyllacées :
- Crepidomanes scandens (L.) K.Iwats.
- Mortoniopteris scandens (L.) Pic.Serm.
- Vandenboschia scandens (L.) Copel.

Par ailleurs, Carl Frederik Albert Christensen signale deux synonymes :
- Trichomanes lindeni C.Presl
- Trichomanes macroclados Kunze

Cette synonymie n'est cependant pas confirmée par ailleurs.

## Description

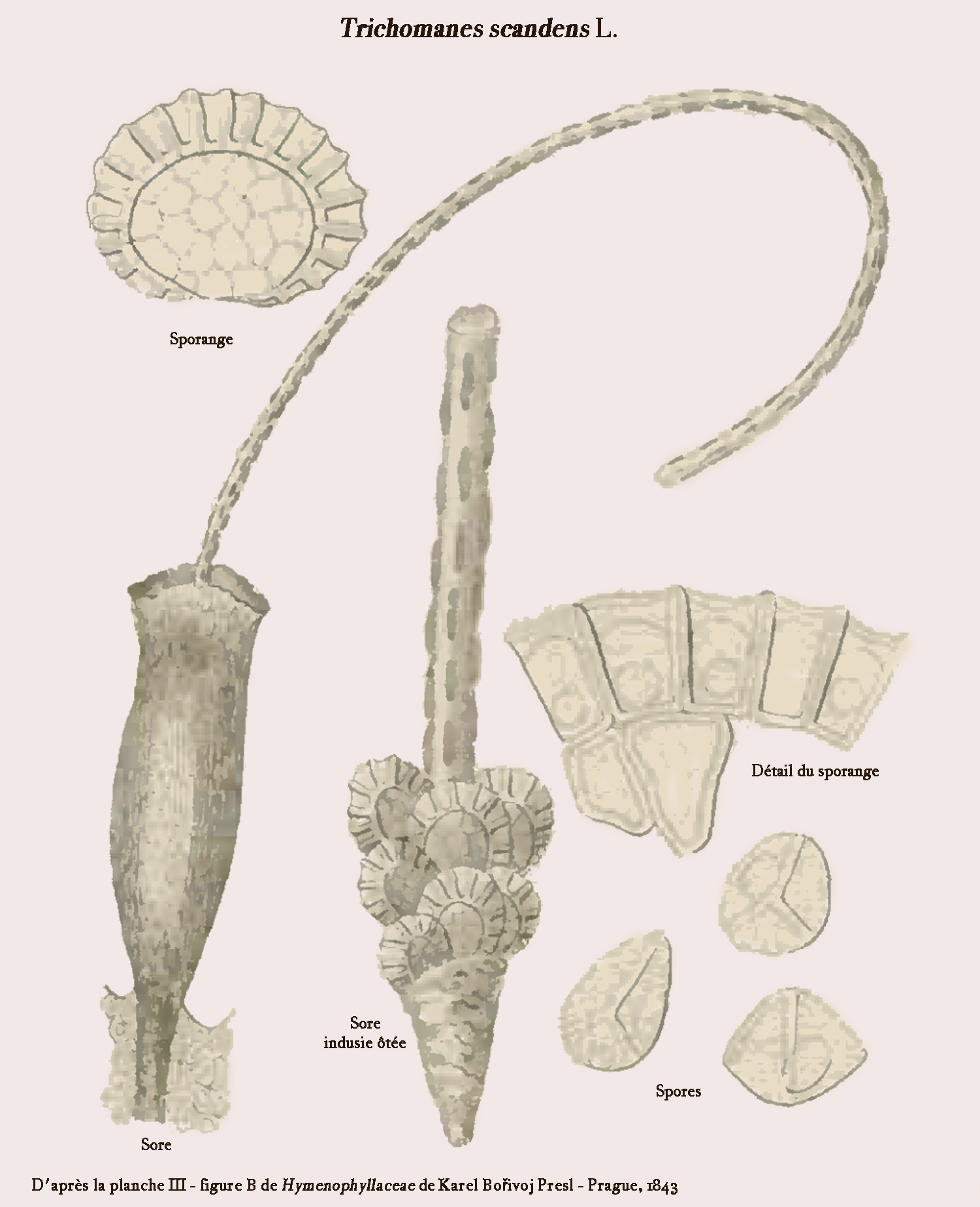
Détails de la fructification.

Cette fougère possède les caractéristiques suivantes :
- son rhizome est très long, assez robuste, rampant, noir, couvert d'une pilosité abondante, aux racines nombreuses et filiformes ; son cortex est hétérogène, constituant une particularité dans le sous-genre ;
- les frondes ont une vingtaine de centimètres, de couleur vert-pâle virant au jaune ;
- le pétiole est cylindrique et non ailé (ce qui le différencie de Vandenboschia radicans)
- le limbe est divisé trois fois ;
- les sores sont tubulaires avec une columelle assez courte portant les sporanges ; ils sont insérés dans le limbe à l'extrémité des segments.

Cette espèce est tétraploïde et compte 64 chromosomes.

## Distribution
Cette espèce est présente dans les forêts denses d'Amérique centrale et aussi aux Caraïbes, en particulier la Jamaïque.
Elle est épiphyte, s'accrochant au tronc des arbres, y grimpant rapidement. Ceci est à l'origine de l'épithète spécifique.